# Cave Johnson
Cave Johnson (??-1978) er en fiktiv person i Half-Life-verdenen. Han er skaberen af Aperture Science som han startede i 1953. Dette var et firma der startede med at producere forhæng til brusekabiner.
Han døde i 1978 af kviksølvforgiftning, da han fremstillede en kabinebelægning, som skulle forgifte medlemmer af House Naval Appropriations komiteen.
Noget tid før hans død designede han et tre trins R&D program, hvor tredje del var GLaDOS, en robot hvis kunstige intelligens skulle være baseret på Cave Johnson. Desværre nåede produktionen ikke langt, og det endte med at GLaDOS blev baseret på hans sekretær, Caroline.
Målet med GLaDOS var at genvinde og fortsætte den succes som Aperture Science havde før i tiden. Desværre bragte GLaDOS forfald til firmaet, den dag hun blev tændt.
Han stemmelægges af J.K Simmons.